# Lijst van voetbalinterlands Angola - Zimbabwe
Deze lijst van voetbalinterlands is een overzicht van alle officiële voetbalwedstrijden tussen de nationale teams van Angola en Zimbabwe. De landen hebben tot op heden negentien keer tegen elkaar gespeeld. De eerste ontmoeting, een vriendschappelijke wedstrijd, vond plaats op 10 november 1985 in Luanda. Het laatste duel, eveneens een vriendschappelijke wedstrijd, werd gespeeld in Ndola (Zambia) op 24 maart 2018.

## Wedstrijden
| №  | Plaats   | Datum             | Competitie                   | Wedstrijd         | Uitslag |
| -- | -------- | ----------------- | ---------------------------- | ----------------- | ------- |
| 1  | Luanda   | 10 november 1985  | Vriendschappelijk            | Angola − Zimbabwe | 2 − 3   |
| 2  | Maputo   | 8 maart 1990      | Vriendschappelijk            | Zimbabwe − Angola | 2 − 0   |
| 3  | Luanda   | 10 januari 1993   | WK 1994 kwalificatie         | Angola − Zimbabwe | 1 − 1   |
| 4  | Harare   | 31 januari 1993   | WK 1994 kwalificatie         | Zimbabwe − Angola | 2 − 1   |
| 5  | Luanda   | 10 november 1996  | WK 1998 kwalificatie         | Angola − Zimbabwe | 2 − 1   |
| 6  | Harare   | 23 februari 1997  | Afrika Cup 1998 kwalificatie | Zimbabwe − Angola | 1 − 0   |
| 7  | Harare   | 27 april 1997     | WK 1998 kwalificatie         | Zimbabwe − Angola | 0 − 0   |
| 8  | Luanda   | 27 juli 1997      | Afrika Cup 1998 kwalificatie | Angola − Zimbabwe | 2 − 1   |
| 9  | Luanda   | 30 augustus 1998  | COSAFA Cup 1998              | Angola − Zimbabwe | 2 − 1   |
| 10 | Luanda   | 16 september 2001 | COSAFA Cup 2001              | Angola − Zimbabwe | 0 − 0   |
| 11 | Harare   | 29 september 2001 | COSAFA Cup 2001              | Zimbabwe − Angola | 0 − 1   |
| 12 | Harare   | 20 april 2003     | COSAFA Cup 2003              | Zimbabwe − Angola | 1 − 0   |
| 13 | Luanda   | 10 oktober 2004   | WK 2006 kwalificatie         | Angola − Zimbabwe | 1 − 0   |
| 14 | Harare   | 27 maart 2005     | WK 2006 kwalificatie         | Zimbabwe − Angola | 2 − 0   |
| 15 | Mafikeng | 13 augustus 2005  | COSAFA Cup 2005              | Zimbabwe − Angola | 2 − 1   |
| 16 | Harare   | 17 september 2006 | COSAFA Cup 2006              | Zimbabwe − Angola | 1 − 2   |
| 17 | Harare   | 9 september 2012  | Afrika Cup 2013 kwalificatie | Zimbabwe − Angola | 3 − 1   |
| 18 | Luanda   | 14 oktober 2012   | Afrika Cup 2013 kwalificatie | Angola − Zimbabwe | 2 − 0   |
| 19 | Ndola    | 24 maart 2018     | Vriendschappelijk            | Angola − Zimbabwe | 2 − 2   |

## Samenvatting
| Competitie              | Totaal gespeeld | Winst Angola | Gelijk | Winst Zimbabwe | Doelsaldo Angola – Zimbabwe |
| ----------------------- | --------------- | ------------ | ------ | -------------- | --------------------------- |
| WK-kwalificatie         | 6               | 2            | 2      | 2              | 5 − 6                       |
| Afrika Cup-kwalificatie | 4               | 2            | 0      | 2              | 5 − 5                       |
| COSAFA Cup              | 6               | 3            | 1      | 2              | 6 − 5                       |
| Vriendschappelijk       | 3               | 0            | 1      | 2              | 4 − 7                       |
| Totaal                  | 19              | 7            | 4      | 8              | 20 − 23                     |

Wedstrijden bepaald door strafschoppen worden, in lijn met de FIFA, als een gelijkspel gerekend.